# Банья кауда
Bagna càuda (дословно — «горячий соус»), также пишется как bagna caouda в Приморских Альпах — горячее блюдо с чесноком и анчоусами, типичное для Нижнего Пьемонта, итальянского географического региона в Пьемонте, и французского Прованса. Блюдо подается и употребляется аналогично фондю, иногда в качестве закуски, в которое обычно макают сырые или приготовленные овощи.

## Описание
Банья кауда — горячее блюдо и соус для макания в пьемонтской и провансальской кухне, в который макают овощи. Готовится с использованием оливкового масла, рубленых анчоусов и чеснока. Иногда в качестве дополнительных ингредиентов используются трюфель и соль. Сырые или приготовленные овощи окунают в соус, который обычно поддерживают на сервировочном столе горячим (как следует из названия) с помощью источника тепла, например, свечи или горелки.
Часто в соус макают испанский артишок, также могут использовать капусту, сельдерей, морковь, топинамбур, перец, фенхель и хлеб. Иногда соус подают как закуску.
Раньше в соусе использовали масло грецкого ореха или фундука. В варианте блюда, которое готовят в итальянской коммуне Альба в регионе Пьемонт, иногда используются трюфели. Соус традиционно едят осенью и зимой, особенно на Рождество и Новый год.

### Потребление в Северной и Южной Америке
Блюдо также популярно зимой в центральной Аргентине и распространено в Клинтоне, штат Индиана, Рок-Спрингсе, штат Вайоминг, и Бенлде, штат Иллинойс, поскольку в этих местах много иммигрантов из Северной Италии. Банья кауда также готовят в шахтёрском сообществе округа Мэдисон, штат Иллинойс (включая Коллинсвилл, Эдвардсвилл и Мэривилл), в связи с тем, что туда для работы в шахтах приехало множество итальянских иммигрантов.

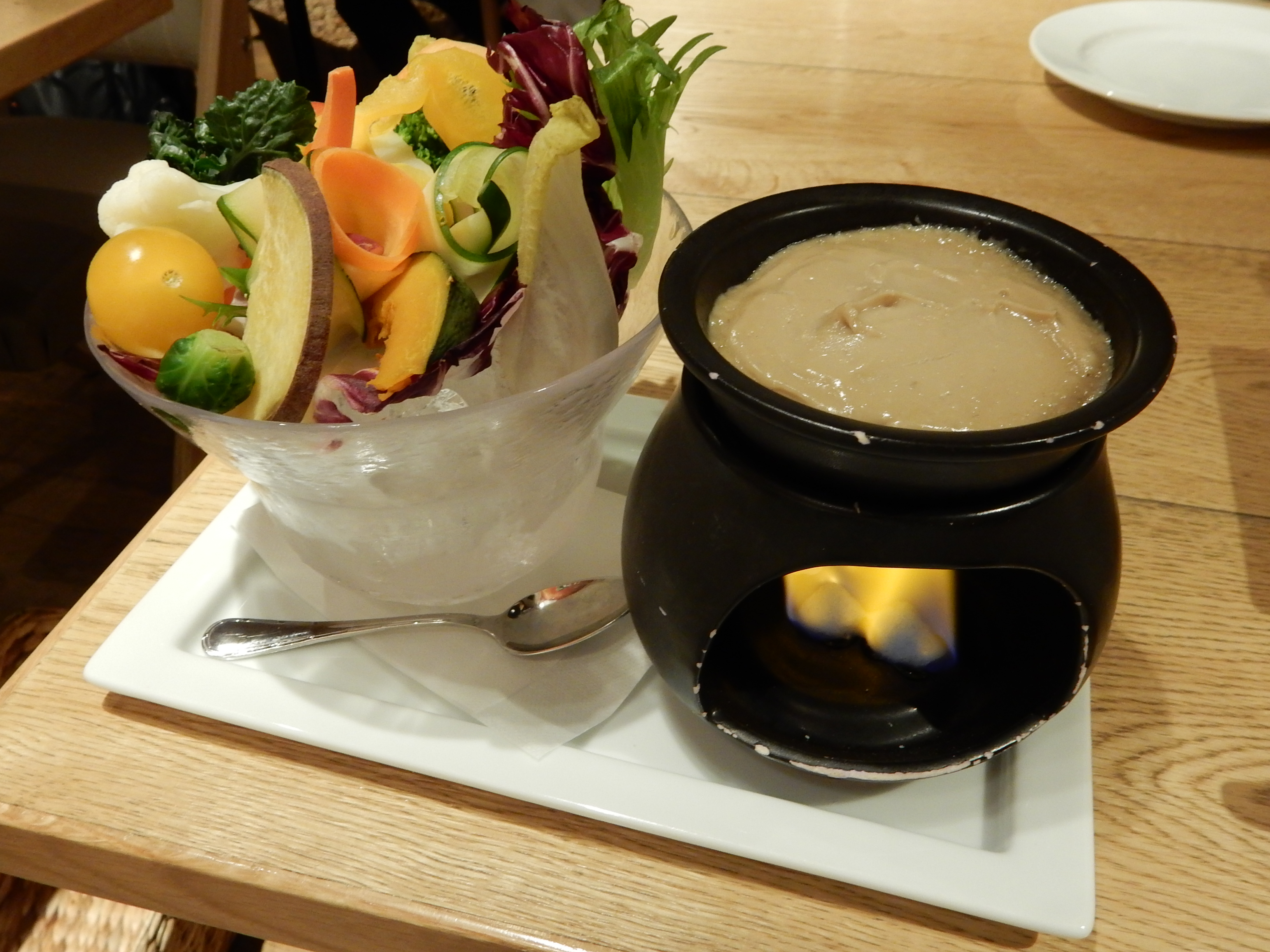
Приготовление банья кауда

## История
Банья кауда вошло в пьемонтскую кухню с XVI века. Рецепт типичен для Нижнего Пьемонта, географического региона Пьемонта, Италия, поскольку в прошлые века в этой области было очень легко достать соленые анчоусы, основной ингредиент, который до сих пор используется во многих типичных пьемонтских рецептах, особенно среди закусок, например, anciove al bagnet verd или al bagnèt ross . Древний Пьемонт получал соль из соляных источников Прованса и устья Роны по ходу ряда торговых путей, пересекавших перевалы Приморских Альп и известных как «соляные дороги»; фактически в то время Ницца и её окрестности были территорией Савойи. Согласно легенде, торговля солёными анчоусами была способом торговли солью, что якобы позволяло избежать уплаты высоких пошлин: в верхнем слое кадок с солью лежали солёные анчоусы, которые могли видеть сборщики налогов. Но во всём Пьемонте соляная габель была обязательным налогом, не связанным с потреблением, и солёные анчоусы были намного дороже.
Банья кауда долгое время считалась среди состоятельных людей грубой пищей, не подходящей для изысканного вкуса, в частности, из-за присутствия чеснока и его влияния на запах изо рта. По этой причине письменные сведения об этом блюде встречаются в пьемонтских гастрономических текстах довольно редко. Первое подробное описание банья кауда в его нынешнем виде принадлежит Роберто Саккетти и датируется 1875 годом.

## Похожие блюда
Пинцимонио — погружной соус, приготовленный с использованием оливкового масла, соли, перца и иногда винного уксуса, который подается с сырыми овощами, обычно холодным.